# Carlo Bocchio
Carlo Bocchio (Tarquinia, 25 marzo 1974) è un illustratore e fumettista italiano.

## Attività
È stato un illustratore di carte collezionabili e manuali di GdR fantasy, e autore di storie a fumetti "pittoriche" per le riviste statunitensi Frank Frazetta Fantasy Illustrated, Heavy Metal Magazine e per la rivista italiana Blue. Realizza anche copertine di romanzi. È uno dei docenti della "Scuola romana dei fumetti".
Le sue illustrazioni sono caratterizzate da un'atmosfera surreale e inquietante. Lavora attualmente alle più importanti serie GdR statunitensi e italiane: World of Warcraft (Blizzard/Upperdeck), Dungeons & Dragons (Wizards of the Coast), A Games of Thrones (in Italia Il Trono di Spade), Call of Cthulhu (in Italia Il richiamo di Cthulhu), Runebound (Fantasy Flight Games), Nephandum - Creature del terrore, Empyrea (Asterion Press). 